# Dimityr Stojanow
Dimityr Stojanow, bułg. Димитър Кинов Стоянов (ur. 17 maja 1983 w Sofii) – bułgarski prawnik i polityk, deputowany do Parlamentu Europejskiego VI i VII kadencji.

## Życiorys
Jest wnukiem Radoja Ralina, pisarza i dysydenta z czasów komunistycznych. Studiował prawo na Uniwersytecie Sofijskim im. św. Klemensa z Ochrydy. W kwietniu 2005 został wybrany na wiceprzewodniczącego partii Ataka. W tym samym roku jako najmłodszy poseł uzyskał mandat do Zgromadzenia Narodowego Bułgarii. W parlamencie 40. kadencji był sekretarzem parlamentarnym oraz zastępował przewodniczącego komisji ds. europejskich. W 2005 został członkiem zarządu Bułgarskiej Federacji Szermierki.
Od 2005 do 2007 był obserwatorem, a od 1 stycznia 2007 deputowanym do Parlamentu Europejskiego. W maju 2007 został oficjalnie wybrany na jednego z 17 bułgarskich europosłów. Przystąpił do frakcji Tożsamość, Tradycja i Suwerenność, po jej rozpadzie pod koniec tego samego roku pozostawał niezrzeszony. Przez organizację Open Europe został uznany za jednego z najmniej pracowitych bułgarskich posłów. W wyborach w 2009 uzyskał reelekcję do Europarlamentu. W trakcie kadencji odszedł z partii Ataka.